# Lochenice (przystanek kolejowy)
Lochenice – przystanek kolejowy w Lochenicach, w kraju hradeckim, w Czechach. Znajduje się na wysokości 250 m n.p.m. Położony jest na wschodnim krańcu miejscowości.
Jest zarządzany przez Správę železnic. Na przystanku nie ma możliwości zakupu biletów, a obsługa podróżnych odbywa się w pociągu.

## Linie kolejowe
- 031 Pardubice - Hradec Králové - Jaroměř